# Jim Hopper (Stranger Things)
Jim Hopper es un personaje ficticio y protagonista principal de la serie dramática de terror y ciencia ficción de Netflix, Stranger Things. Creado por los Hermanos Duffer e interpretado por David Harbour, es presentado como el jefe de policía de Hawkins, Indiana, quien, a lo largo de las tres primeras temporadas, investiga los extraños sucesos que ocurren en la ciudad.  

## Casting y concepto
En junio de 2015, Harbour fue elegido para el papel y anunciado como uno de los protagonistas adultos de la serie.  Los hermanos Duffer habían estado interesados en Harbour antes, quienes hasta Stranger Things principalmente tenían papeles más pequeños como personajes villanos, y sentían que había estado "esperando demasiado tiempo para esta oportunidad" para interpretar un papel principal, mientras que el propio Harbour estaba encantado con el guion, y la oportunidad de interpretar a "un personaje antihéroe roto y defectuoso".

## Biografía del personaje ficticio
Jim Hopper, apodado "Hop", es el jefe del Departamento de Policía de Hawkins. Hopper ha vivido en el pueblo casi toda su vida, habiendo asistido a la escuela secundaria con Joyce Byers y Bob Newby. Hopper sirvió en el Cuerpo Químico durante la Guerra de Vietnam, donde trabajó con el Agente Naranja, una experiencia que cree que condujo a los hechos que derivaron en la enfermedad fatal de su hija. Hopper estuvo casado con una mujer llamada Diane y tuvieron una hija llamada Sara. Se divorciaron después de que ella muriera de cáncer, lo que provocó que él cayera en la adicción al alcohol y las drogas para sobrellevar el dolor. Durante algunos años después de su muerte, fue detective de homicidios en la ciudad de Nueva York, antes de regresar a Hawkins. Eventualmente, con los acontecimientos que ocurrirán en la serie, se vuelve más responsable, salva a Will Byers y toma a Once como su hija adoptiva, ejerciendo el rol que no pudo tener con Sara. Un ejemplo es en la temporada 3, donde intenta separar a Once y Mike, ya que su relación avanza demasiado rápido para él, mientras que él se enamora de Joyce.

### Temporada 1
En la temporada 1, Hopper es presentado como un policía alcohólico y fumador empedernido que trabaja en Hawkins, Indiana haciéndose cargo del departamento de policía del pueblo. En la mañana del 7 de noviembre de 1983, se le acerca Joyce, quien le reporta que su hijo menor, Will, ha desaparecido. Esto moviliza a Hopper a buscarlo principalmente en el bosque. Cuando encuentra unas extrañas pistas cerca del laboratorio del pueblo, pone sus ojos en el. El director del laboratorio Martín Brenner le permite a Hopper ver imágenes de seguridad manipuladas de la noche en que Will desapareció, lo que lleva a Hopper a investigar a Brenner y descubre su participación en el Proyecto MK Ultra, un experimento de la CIA sobre el potencial de lavado de cerebro de las drogas psicoactivas; también descubre la noticia de que una mujer llamada Terry Ives alegó años antes que Brenner se llevó a su hija.
En medio de la búsqueda, Joyce también le cuenta sobre una llamada estática que recibió y que sospechaba que era la respiración de Will. Hopper se resiste a creerle, pero admite que la carbonización del teléfono por la oleada de electricidad suena inusual. Cuando Will supuestamente es encontrado muerto Joyce le confiesa que cree que no es su cuerpo. Hopper tiene sospechas cuando se entera de que enviaron a casa al forense habitual. Hopper se enfrenta al policía estatal que lo encontró y lo golpea hasta que admite que le ordenaron mentir. Hopper va a la morgue y descubre que el cuerpo es falso y, sospechando que Brenner es el responsable, irrumpe en el laboratorio antes de ser noqueado por los guardias del laboratorio. Hopper se despierta en su casa y encuentra un micrófono oculto, dándose cuenta de que Joyce tuvo razón todo el tiempo. 
Joyce y Hopper localizan a Terry Ives, que está catatónica y es atendida por su hermana Becky. Becky explica que Terry participó en el Proyecto MKUltra mientras estaba embarazada sin saberlo, y que Terry cree que Brenner secuestró a su hija Jane al nacer debido a sus supuestas habilidades telequinéticas y telepáticas. Regresando a Hawkins une fuerzas con el hijo mayor de Joyce Jonathan y Nancy Wheeler quienes han investigado por su cuenta; también se les une los amigos de Will: Mike, hermano de Nancy, Lucas y Dustin quienes están protegiendo a Once, una niña que escapó del laboratorio y que posee poderes telequinéticos, descubriendo que es Jane Ives y que es la responsable de la apertura del Upside Down, una dimensión paralela a la nuestra.
Utilizando sus facultades psíquicas, Once decide ayudarlos a buscar a Barb, la mejor amiga de Nancy desaparecida y Will en la otra dimensión, para lo cual construyen un tanque de privación sensorial, para amplificar sus poderes. Once encuentra a Barb muerta y a Will vivo, escondidos en la versión al revés de su fuerte en el patio trasero. Al darse cuenta de que la puerta está en el sótano del laboratorio, Hopper y Joyce irrumpen en el laboratorio y son detenidos por guardias de seguridad. Hopper le da la ubicación de Once a Brenner, quien a cambio permite a Hopper y Joyce entrar al Upside Down para rescatar a Will. Hopper y Joyce ingresan a la versión del Upside Down de la biblioteca de Hawkins, donde se encuentran con varios cadáveres de las víctimas de Demogorgon, incluido el de Barb, y encuentran a Will inconsciente con un zarcillo impregnante en su garganta, y lo reviven usando RCP después de quitarle el zarcillo.
Después de la aparente muerte de Once al enfrentarse al demorgorgon, se ve a Hopper dejando algo de comida en el bosque nevado, incluyendo Eggos, que ha deducido como su comida favorita.

### Temporada 2
En flashbacks, se revela que Once logra escapar del Upside Down y es encontrada por Hopper, pero se ve obligada a permanecer escondida en su cabaña en el bosque para evitar a los agentes del gobierno. Hopper le prohíbe irse o dejar que Mike o cualquier otra persona sepa que todavía está viva. En el presente (1984), los niños se preparan para Halloween y Once pide ir a pedir dulces, pero Hopper insiste en que debe permanecer escondida. Hopper comienza a investiga cuando las cosechas de calabazas por toda la ciudad de repente comienzan a pudrirse. La relación entre él y Once se ve tensa por este aislamiento y mucho más cuando escapa para ver a Mike, por lo que Hopper corta el cable al televisor como castigo. Hopper con Joyce monitorea las visitas de Will al Laboratorio de Hawkins, donde mostraba signos de que la influencia del Upside Down en él podría no haber terminado. Cuando Will es poseído por el Mind Flayer (Desollamentes) y comienza a dibujar líneas extrañas, Hopper descubre que esas líneas son en realidad una serie de túneles que conectan con el Upside Down y que las mismas están debajo de las cosechas de calabazas; tiene que ser rescatado de los túneles subterráneos cuando intenta explorarlos solo. Hopper es una vez más fundamental para resolver el misterio de los Demodog (Demodogos) y la podredumbre de la calabaza, y finalmente lleva a Once al sótano del laboratorio para cerrar el portal una vez más. al mismo tiempo que liman sus asperezas. Después de trabajar en estrecha colaboración con Once para cerrar la puerta debajo del laboratorio de Hawkins, llega a un acuerdo con el Dr. Sam Owens para adoptar oficialmente a Once, bajo el nombre de Jane Hopper.

### Temporada 3
Para 1985, Once y Mike han estado saliendo durante 7 meses, para consternación de Hopper, quien está molesto porque están constantemente juntos, pasando todo el tiempo a solas besándose. Cuando Hopper le confiesa a Joyce que se siente incómodo con la situación, ella le sugiere que se siente y hable con calma con Once y Mike sobre cómo él esta lidiando con su relación. Intenta preparar un discurso escrito "de corazón a corazón", pero cuando intenta darlo, fracasa y Hopper recurre a amenazar verbalmente a Mike para que se mantenga alejado de Once, o terminará su relación.
Las conversaciones de Hopper con Joyce lo llevan a ser más audaz al invitarla a cenar. Joyce no asiste la cita y Hopper descubre que, en cambio, pasó la noche con el Sr. Clarke, el maestro de ciencias de la escuela, para preguntarle por qué los imanes de su refrigerador han perdido su magnetismo, lo que hace que Hopper se ponga celoso. Joyce le ruega a Hopper que la lleve de regreso al laboratorio abandonado de Hawkins para ver si hay algún equipo funcionando; mientras está allí, Hopper es atacado por un oficial ruso de nombre Grigori. Habiéndolo visto antes en la oficina de la alcaldía, Hopper habla con el alcalde Kline sobre Grigori y se entera de que los desarrolladores del Starcourt Mall, para quien trabaja Grigori, también compraron varias otras propiedades en Hawkins. Hopper y Joyce visitan varias casas y descubren que una de ellas sirve como fachada para un laboratorio ruso. Antes de que Grigori los ataque, Hopper y Joyce toman como rehén al Dr. Alexei, uno de los científicos que trabajan allí, y eluden a Grigori. Hopper y Joyce lo llevan al teórico de la conspiración Murray Bauman para que los ayude a traducir el ruso de Alexei, enterándose de que hay una gran base rusa debajo del centro comercial donde científicos rusos están tratando de abrir la puerta al Upside Down en el proceso. Alexei le cuenta a Murray cómo pueden detener y destruir ese portal. Como medida de precaución, Hopper le informa la situación a Owens pidiéndole refuerzos para entrar al bunker.
Hopper y Joyce traen a Murray y Alexei mientras viajan de regreso a Hawkins para ver si los niños están a salvo. Murray y Alexei reconocen que ambos tienen sentimientos el uno por el otro, pero aún no se lo han admitido. Se detienen en la feria del Día de la Independencia, y mientras Hopper y Joyce buscan en los terrenos, Murray le muestra a Alexei los alrededores y lo incentiva a empaparse de la cultura estadounidense. Mientras Murray y Alexei disfrutan de la feria, Joyce toma la mano de Hopper mientras están en una atracción. Grigori llega y mata a Alexei, y otros agentes rusos persiguen a Hopper. Hopper se escapa mientras se toma de la mano con Joyce. Hopper los supera, y él, Joyce y Murray corren hacia el centro comercial, donde se reúnen con los niños y se enteran de que un Mind Flayer (Desollamentes) gigante está a punto de atacar, pero que pueden detenerlo si cierran la puerta al Upside Down. Hopper, Joyce y Murray se ofrecen a descender a la base y encontrar las llaves de las que Alexei les habló para no solo cerrar la puerta, sino también destruir el equipo del portal, lo que desintegraría a cualquiera que quedara en la habitación. Mientras espera en una habitación, Joyce le pide a Hopper una cita. En la base, Hopper, Joyce y Murray ejecutan con éxito su plan, pero antes de que puedan cerrar la puerta, llega Grigori y lucha contra Hopper. Hopper toma la delantera y arroja a Grigori al equipo de la puerta, matándolo pero dejándolo incapaz de salir de la habitación. Sin escapatoria, él asiente con la cabeza a Joyce, y entre lágrimas activa el apagado de la máquina de la puerta. La puerta se cierra y se produce una gran explosión, que desintegra a todos en la sala de la puerta, aparentemente matando a Hopper. Cuando Joyce y Murray llegan a la superficie y se reúnen con los niños, Once puede deducir por Joyce que Hopper no salió con vida.
Tres meses después, Joyce y su familia, adoptan a Once y se están preparando para mudarse de Hawkins; Joyce le da a Once el discurso sincero que Hopper había escrito. En él, Hopper explica tenía miedo de ver crecer a Once, pero admitió que era el momento y le pidió que tuviera cuidado a medida que maduraba y envejecía.

### Temporada 4
Se revela que Hopper sobrevivió a la explosión debajo de Starcourt, pero es capturado por los rusos, quienes lo torturan y lo envían a un campo de prisioneros en Kamchatka. Durante su cautiverio, Hopper soborna y, más tarde, se hace amigo de Dmitri Antonov, un guardia de la prisión a través de quien le envía a Joyce dentro de una muñeca, una nota indicando que está vivo. Antonov instruye a Joyce y Murray a pagar $40,000 dólares al contrabandista Yuri Ismaylov en Alaska a cambio de un pasaje a Rusia; esta comunicación la realiza bajo el alias "Enzo", en honor al restaurant que Hopper quería llevar a Joyce. Hopper logra escapar brevemente del campo de prisioneros, pero se revela que Yuri los entregó a él y a Antonov a los rusos para obtener una mayor ganancia, lo que resulta en su recaptura.
Hopper está encarcelado junto a Antonov y se entera de que serán alimentados a un Demogorgon que los rusos tienen en cautiverio. Al recordar que la debilidad de la criatura es el fuego, Hopper roba un encendedor y un poco de vodka de los otros guardias y lo usa para crear una lanza llameante con la que detiene al Demogorgon mientras mata a la mayoría de los otros prisioneros. Joyce y Murray se infiltran en la prisión y abren una puerta que permite escapar a Hopper y Antonov. Hopper y Joyce se reúnen y finalmente demuestran afecto 
el uno por el otro. Sin embargo, el grupo encuentra más criaturas del Upside Down bajo estudio dentro de la prisión. Hopper llama a uno de los agentes de Owens y se entera de que Once y sus amigos se enfrentan a otra amenaza del Upside Down en Hawkins. Hopper, Joyce y Murray regresan a la prisión y matan a las otras criaturas en la prisión para debilitar la "mente de colmena" del Upside Down y darles a los niños una ventaja, mientras que Antonov convence a Yuri para que los lleve a casa. Dos días después, Hopper se reúne con Once y los demás en Hawkins, pero descubren que el Upside Down comienza a invadir la ciudad.

## Recepción
El personaje y la actuación de Harbour han recibido elogios de la crítica. En una reseña de la segunda temporada para RogerEbert.com, el crítico Brian Tallerico elogió la actuación de Harbour y expresó que "David Harbour es incluso mejor este año que el anterior, particularmente en el episodio final". Los fanáticos también elogiaron la nueva apariencia de Hopper.
La actitud y el comportamiento de Hopper en la tercera temporada atrajeron críticas, y muchos críticos y fanáticos sintieron que su personaje había retrocedido a una caricatura de sí mismo en comparación con las dos primeras temporadas. La revista Vulture al respecto, escribió: "El Jim Hopper normal se transformó en Jerk-Ass Hopper, particularmente en los primeros episodios de Stranger Things 3, lo que lo convierte en una reintroducción discordante de su personaje. Además de su objeción exagerada a lo que es, en última instancia, un contacto físico muy casto entre Mike y El, también se enoja desproporcionadamente con Joyce cuando ella lo deja plantado para la cena, discute constantemente con Joyce sobre problemas menores; ataca físicamente al alcalde de Hawkins, Larry Kline, para extraerle información; y muestra poca piedad hacia Alexei, el científico ruso que él y Joyce secuestran para que puedan descubrir qué están haciendo realmente los comunistas en la ciudad".
En 2019, se lanzó una novela que explora los orígenes de Hopper titulada The Darkness on the Edge of Town. Hopper fue representado en el especial de Halloween de Los Simpson ("Treehouse of Horror XXX") como el Jefe Wiggum. El personaje también tiene su propio juguete de la línea Funko's Mystery Minis.
Por su actuación, Harbour fue nominado a Mejor Actor de Reparto en una Serie Dramática en la 69.ª y 70.ª edición de los Primetime Emmy Awards. En la 75.ª edición de los Globos de Oro, fue nominado a Mejor Actor de Reparto en una Serie, Miniserie o Película para Televisión.